# Jeisson Quiñones
Jeison Estiven Quiñónes Botina (Cali, Valle del Cauca; 17 de agosto de 1997) es un futbolista colombiano. Juega como defensa central en el Yokohama F. Marinos de la J1 League japonesa.

## Carrera en clubes

### Águilas Doradas R.
En 2019 fue presentado como jugador de Águilas Doradas, que adquirió sus derechos deportivos. Estuvo cedido a préstamo durante la temporada 2021 en el Deportivo Pasto.

## Estadísticas
| Bogotá F. C. · Colombia | 2.ª           | 2016          | 25  | 1  | 2  | 0 | - | - | 27  | 1  |
| Bogotá F. C. · Colombia | 2.ª           | 2017          | 23  | 0  | 6  | 1 | - | - | 29  | 1  |
| Bogotá F. C. · Colombia | 2.ª           | 2018          | 13  | 0  | 2  | 0 | - | - | 15  | 0  |
| Bogotá F. C. · Colombia | Total club    | Total club    | 61  | 1  | 10 | 1 | - | - | 71  | 1  |
| Atlético Bucaramanga · Colombia | 1.ª           | 2018          | 10  | 0  | -  | - | - | - | 10  | 0  |
| Atlético Bucaramanga · Colombia | 1.ª           | 2019          | 14  | 0  | 4  | 0 | - | - | 18  | 0  |
| Atlético Bucaramanga · Colombia | Total club    | Total club    | 24  | 0  | 4  | 0 | - | - | 28  | 0  |
| Águilas Doradas · Colombia | 1.ª           | 2019          | 2   | 0  | 2  | 0 | - | - | 4   | 0  |
| Águilas Doradas · Colombia | 1.ª           | 2020          | 19  | 1  | 2  | 0 | - | - | 21  | 1  |
| Águilas Doradas · Colombia | 1.ª           | 2021          | 16  | 1  | -  | - | - | - | 16  | 1  |
| Águilas Doradas · Colombia | 1.ª           | 2022          | 38  | 3  | 1  | 0 | - | - | 39  | 1  |
| Águilas Doradas · Colombia | 1.ª           | 2023          | 42  | 3  | 4  | 0 | 1 | 0 | 47  | 3  |
| Águilas Doradas · Colombia | 1.ª           | 2024          | 30  | 7  | 2  | 1 | 2 | 0 | 34  | 8  |
| Águilas Doradas · Colombia | Total club    | Total club    | 147 | 15 | 11 | 1 | 3 | 0 | 161 | 16 |
| Deportivo Pasto · Colombia | 1.ª           | 2021          | 19  | 0  | 4  | 0 | - | - | 23  | 0  |
| Deportivo Pasto · Colombia | Total club    | Total club    | 19  | 0  | 4  | 0 | - | - | 23  | 0  |
| Yokohama F. Marinos Japón | 1.ª           | 2025          | 0   | 0  | 0  | 0 | 1 | 0 | 1   | 0  |
| Yokohama F. Marinos Japón | Total club    | Total club    | 0   | 0  | 0  | 0 | 1 | 0 | 1   | 0  |
| Total carrera | Total carrera | Total carrera | 251 | 16 | 29 | 2 | 4 | 0 | 284 | 18 |
| (1) Las copas nacionales se refiere a la Copa Colombia, Copa J. League y Copa del Emperador. (2) Las copas internacionales se refiere a la Copa Libertadores, Copa Sudamericana y Liga de Campeones de Élite de la AFC. |               |               |     |    |    |   |   |   |     |    |